# دروازه‌بانان (فیلم)
«دروازه‌بانان» (انگلیسی: The Gatekeepers) فیلمی اسرائیلی در سبک مستند است که در سال ۲۰۱۲ منتشر شد.